# District de Batroun
 (février 2018).
Si vous disposez d'ouvrages ou d'articles de référence ou si vous connaissez des sites web de qualité traitant du thème abordé ici, merci de compléter l'article en donnant les références utiles à sa vérifiabilité et en les liant à la section « Notes et références ».
Le caza de Batroun est un district du Gouvernorat du Nord au Liban. On y compte 68 villages. Le chef-lieu du district est la ville éponyme, Batroun.
On estime sa population à près de 150 000 habitants (aucun recensement officiel).

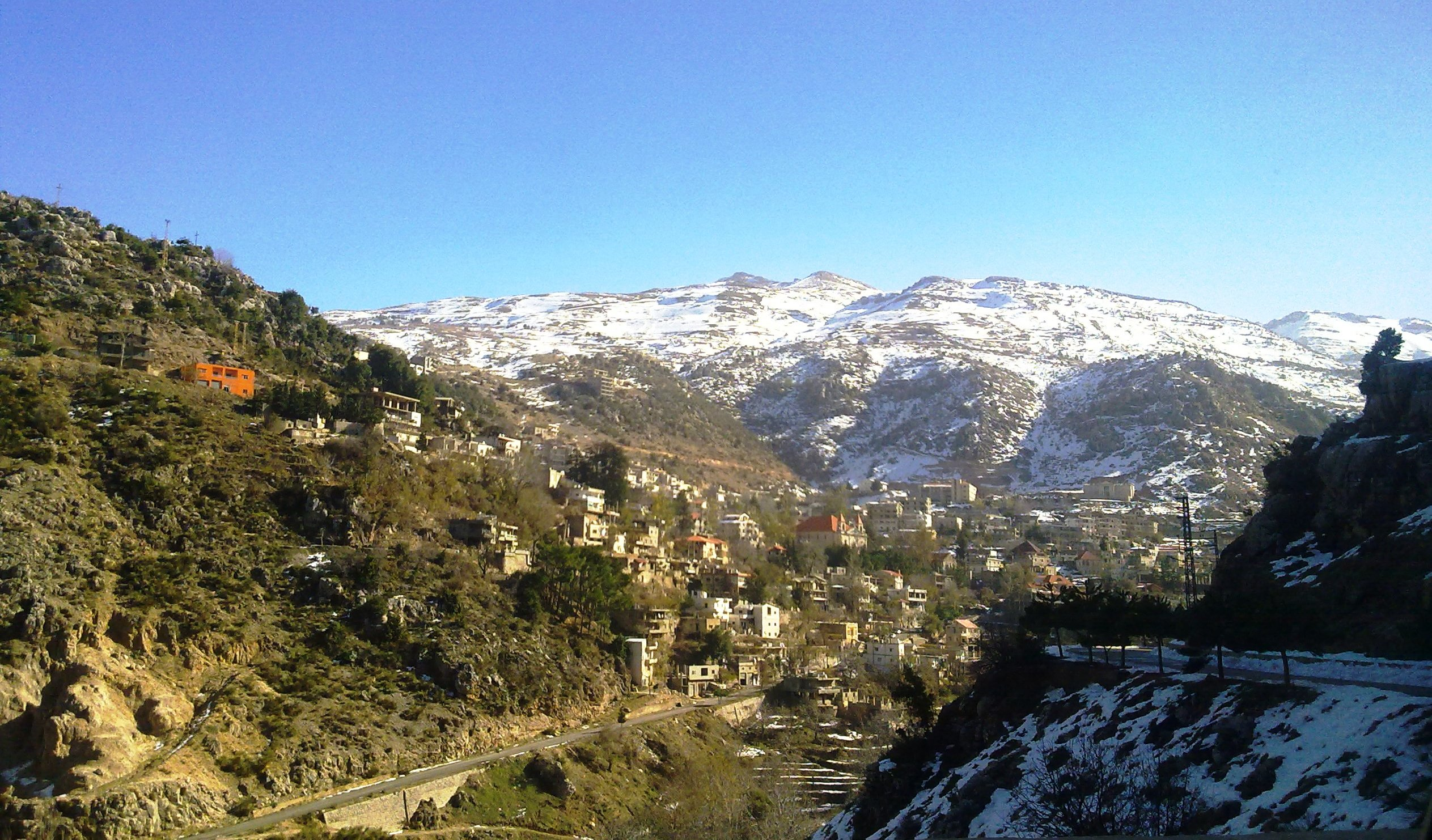
Tannurin El Fawqa, District de Batroun

## Villes et villages du Caza
Parmi les principaux villes et villages du district de Batroun, on peut nommer :
- Batroun
- Chibtine
- Tannourine
- Douma

## Religion du district (2022)
Religion à Batroun (2022)
- Islam (8,2 %)
- Christianisme (91,73 %)
- Druze (0,07 %)

Religion à Batroun par communautés religieuses (2022)
- maronites (73,55 %)
- Orthodoxes (15,48 %)
- melkites (2,03 %)
- Armenien apostolique et catholique (0,38 %)
- autres chretiens  (0,28 %)
- sunnites (6,36 %)
- chiites (1,82 %)
- druzes (0,07 %)